# Iwan Płaczkow
Iwan Wasyljowycz Płaczkow, ukr. Іван Васильович Плачков (ur. 23 listopada 1957 w m. Krynyczne) – ukraiński polityk, inżynier energetyk, w 1999 i w latach 2005–2006 minister paliw i energetyki.

## Życiorys
Absolwent instytutu politechnicznego w Odessie (1980). Kandydat nauk z 2005. Zawodowo związany z sektorem energetycznym. Od 1994 pracował jako główny inżynier w zarządzie przedsiębiorstwa energetycznego Kyjiwenerho, był później jego dyrektorem zarządzającym. W 1999 pełnił funkcję ministra paliwa i energetyki. Ponownie zajmował to stanowisko w rządach Julii Tymoszenko i Jurija Jechanurowa. W latach 2006–2007 sprawował urząd gubernatora obwodu odeskiego. Po złożeniu dymisji został doradcą prezydenta Wiktora Juszczenki. Należał do Ludowego Związku "Nasza Ukraina". Później zawodowo związany z sektorem prywatnym. Działał też w partii UDAR.